# پدرو مانفردینی
پدرو مانفردینی (انگلیسی: Pedro Manfredini; ۷ سپتامبر ۱۹۳۵ – ۲۱ ژانویهٔ ۲۰۱۹) بازیکن فوتبال اهل آرژانتین بود.
از باشگاه‌هایی که در آن بازی کرده است می‌توان به باشگاه فوتبال آ.اس. رم، باشگاه فوتبال برشا، باشگاه فوتبال ونتزیا و باشگاه فوتبال راسینگ اشاره کرد.
وی همچنین در تیم ملی فوتبال آرژانتین بازی کرده است.